# Mohamed Jabri
Mohamed Dhia Jabri (arab. محمد ضياء جبري; ur. 1 kwietnia 1994) – tunezyjski zapaśnik walczący w stylu klasycznym. Brązowy medalista igrzysk afrykańskich w 2023, a także mistrzostw Afryki w 2023. Wicemistrz arabski w 2024. Mistrz Afryki kadetów w 2011 roku.